# Gehe hin, stelle einen Wächter
Gehe hin, stelle einen Wächter (im Original Go Set a Watchman) ist ein Roman von Harper Lee. Er stellt den Erstentwurf zu ihrem Weltbestseller Wer die Nachtigall stört (1960) dar und wurde angeblich 1957 verfasst. Nachdem das Manuskript in Lees Tresorschließfach gefunden wurde, veröffentlichte der HarperCollins-Verlag es 2015 erstmals.

## Inhalt
Jean Louise „Scout“ Finch, mittlerweile 26 Jahre alt und Jurastudentin, kommt aus New York City zu Besuch in ihr fiktionales Heimatstädtchen Maycomb in Alabama. Ihr älterer Bruder Jeremy „Jem“ Finch ist bereits vor einigen Jahren an einer genetisch bedingten Herzerkrankung gestorben, die auch schon den frühen Tod der gemeinsamen Mutter zur Ursache hatte. Die langjährige schwarze Haushälterin Calpurnia, für Jean Louise eine Art Mutterfigur, ist mittlerweile in den Ruhestand getreten. Seitdem führt ihre Tante Alexandra, zu der Jean Louise ein distanziertes Verhältnis hat, den Haushalt. Sehr gut versteht sie sich dagegen mit ihrem Onkel Jack, einem pensionierten Arzt.
In Maycomb trifft sie zunächst ihre Jugendliebe, den Rechtsanwalt Henry „Hank“ Clinton, der in der Kanzlei ihres Vaters Atticus arbeitet. Henry schlägt ihr vor, zurück nach Maycomb zu ziehen und ihn zu heiraten. Sie stellt sich das Leben als Hanks Frau mehrmals vor und verfällt auch in Erinnerungen an ihre Kindheitstage mit ihrem Bruder und den beiden gemeinsamen Kindheitsfreunden „Dill“ Harris und Hank.
Aber Jean Louise bemerkt schnell, dass sich einige Dinge in ihrer Heimatstadt grundlegend verändert haben: das Ende der Rassentrennung durch das Urteil Brown v. Board of Education und das Aufstreben der schwarzen Bevölkerung, vor allem durch die Bürgerrechtsorganisation National Association for the Advancement of Colored People (NAACP), wird von den weißen Bewohnern Maycombs, meist Nachfahren ehemaliger Sklavenbesitzer, sehr kritisch gesehen. Weil Jean Louise mit einer schwarzen Frau (Calpurnia) aufwuchs und ihr Vater Atticus häufig unschuldige Schwarze in rassistischen Strafprozessen vertrat, teilt sie das rassistische Gedankengut nicht und hat kein Verständnis dafür.
Doch kurz darauf findet sie eine rassistische Zeitschrift mit dem Titel „Die schwarze Plage“ in den Unterlagen ihres Vaters und beobachtet ihn und Henry heimlich bei einem Treffen eines White Citizens Council, wo Atticus einen rassistischen Redner empfängt. Völlig entsetzt muss sie feststellen, dass auch ihre beiden engsten Vertrauten die in den Südstaaten vorherrschende rassistische Gesinnung teilen, stürmt hinaus und bricht zusammen.
Am nächsten Morgen erfährt Jean Louise, dass Calpurnias Enkelsohn einen weißen Fußgänger angefahren und tödlich verletzt hat. Sie besucht Calpurnia, wird aber gefühlskalt behandelt, was sie noch weiter verletzt. Atticus übernimmt die Strafverteidigung, um zu verhindern, dass sich die NAACP in den Fall einmischt.
Hierauf trifft Jean Louise sich mit Henry. In einem lautstarken Streit auf offener Straße wirft sie ihm die Teilnahme am White Citizens Council vor. Henry erklärt, er wäre hauptsächlich aus opportunistischen Gründen Mitglied im Council: um Einfluss auf die Politik in Maycomb nehmen zu können und Geld für eine Familie zu verdienen. Er glaube, Menschen müssten manchmal Dinge tun, die sie nicht tun möchten, um ein Ziel zu erreichen. Daraufhin bezeichnet Jean Louise ihn als Heuchler und sagt ihm, dass sie ihn niemals heiraten werde.
Plötzlich erscheint Atticus und bittet Jean Louise in ihr Büro. Er erklärt ihr, dass er Mitglied im White Citizens Council sei, weil er glaube, die Schwarzen in den Südstaaten dürften noch nicht vollständig gleichberechtigt sein, da sie nicht in der Lage wären, die dafür benötigte Verantwortung zu übernehmen. Außerdem sieht er es als juristischen Skandal, dass sich der Oberste Gerichtshof als Bundesgericht in die Rassentrennung einmischt, da letztere Angelegenheit der Bundesstaaten wäre. Jean Louise stimmt Atticus zwar hinsichtlich des Bundesgerichts zu, erwidert aber, nach der jahrelangen Diskriminierung erachte sie die schwarze Bevölkerung relativ gesehen für sehr verantwortungsvoll, und ist angewidert von den Positionen ihres Vaters, weil sie ihren Vater eigentlich als sehr toleranten und gerechten Menschen kennt.
Gerade als sie wütend mit dem Auto abreisen möchte, schlägt sie ihr Onkel Jack nieder, um ihre Aufmerksamkeit zu erlangen. Er erklärt ihr, sie sei nun eine Erwachsene, weil sie sich endlich von Vater gelöst habe und ihn nun nicht mehr als unfehlbaren „Gott“, sondern als fehlbaren Menschen sehe. Nach kurzer Überlegung stimmt sie Onkel Jacks Gedankengang zu. Sie verabredet sich mit Henry zum Abendessen, glaubt aber, dass sie ihn niemals heiraten könne, weil Henry in Maycomb einen Lebensstil erlernt hat, der ihr fremd ist. Als sie Atticus trifft, ist dieser sehr stolz auf sie, weil sie sogar ihm gegenüber ihren eigenen Werten treu geblieben ist und diese verteidigt hat. Jean Louise sagt Atticus, dass sie ihn sehr liebt, und sieht ihren Vater zum ersten Mal nicht mehr als ihr Idol, sondern als menschliches Wesen. Es bleibt offen, ob Atticus inzwischen tatsächlich diskriminierendes Gedankengut vertritt oder ob er Jean Louise lediglich damit provozieren wollte, um die Loslösung von ihm zu fördern.

## Werkgeschichte
Harper Lee hatte das Manuskript im Oktober 1957 an das Verlagshaus J. B. Lippincott & Co. verkauft. Die dortige Lektorin Tay Hohoff erachtete es als „mehr eine Reihe von Anekdoten als ein vollständig konzipierter Roman“ und nicht zur Veröffentlichung bereit. Beeindruckt von Lees schriftstellerischem Talent, fand sie, dass der stärkste Aspekt des Romans die Rückblendensequenzen in Scouts Kindheit waren. Dementsprechend forderte Hohoff die Schriftstellerin auf, diese Rückblenden als Grundlage für einen neuen Roman zu verwenden. Lee stimmte dem zu, und „während der nächsten paar Jahre führte Hohoff Lee von einem Entwurf zum nächsten, bis das Buch schließlich seine endgültige Form erreichte und den neuen Titel To Kill a Mockingbird erhielt“. Diese Chronologie wird auch von Aufzeichnungen von Lees Literaturagenten bestätigt.
Obwohl die Rahmenhandlung von Gehe hin, stelle einen Wächter in späteren Fassungen komplett gestrichen wurde, sind einige zentrale Handlungspunkte von To Kill a Mockingbird im Manuskript zu erkennen. Die Literaturkritikerin Michiko Kakutani hält hierzu fest: „Der Prozess gegen einen schwarzen Mann, der der Vergewaltigung einer jungen weißen Frau beschuldigt wird, ist in Watchman nur eine Nebenhandlung. (Der Prozess führt zu einem Schuldspruch für den Angeklagten Tom Robinson in Mockingbird, führt aber in Watchman zu einem Freispruch).“ Ihrer Meinung nach ist das Manuskript primär aufgrund der Frage faszinierend, wie sich aus einer Erzählung über die Trauer einer jungen Frau über die Entdeckung der bigotten Ansichten ihres Vaters eine klassische Coming-of-Age-Geschichte über zwei Kinder und ihren hingebungsvollen alleinerziehenden Vater werden konnte. Kakutani beschreibt Gehe hin, stelle einen Wächter als „verzweifelte Erzählung voller Figuren, die Hassreden halten“, während Wer die Nachtigall stört ein „Erlösungsroman“ sei, der „ein Gefühl von aufkommendem Humanismus und Anstand“ vermittle. Der New-York-Times-Autor Jonathan Mahler vermutet, dass die Figur des Atticus Finch in der Endfassung von Dr. John Lovejoy Elliott inspiriert sei, dessen Biografie Tay Hohoff parallel zur Arbeit an Wer die Nachtigall stört schrieb. Daher sei Atticus’ Charakterisierung als Segregationist entfallen.

## Veröffentlichung und Rezeption
Im Jahr 2011 wurde eine Begutachtung von Lees Nachlass durch Sotheby’s durchgeführt und im Zuge dessen das verloren geglaubte, mit Schreibmaschine verfasste Manuskript in einem Bankschließfach in Lees Heimatstadt Monroeville gefunden. Lees Anwältin Tanja Carter leitete es an die Autorin und ihren damaligen Agenten weiter.
Im Februar 2015 kündigte der Verlag HarperCollins an, eine „neu entdeckte Fortsetzung zu Wer die Nachtigall stört“ zu veröffentlichen. Kritische Stimmen hinterfragten, ob Lee ihre bewusste Zustimmung zur Veröffentlichung gegeben habe, da sie jahrzehntelang stets betont hatte, nie wieder ein Buch schreiben zu wollen. Auch war Harper Lees Schwester, die sie beraten und betreut hatte, wenige Monate vor der Ankündigung verstorben. Die Autorin Marja Mills beschrieb Harper Lee mit „in einem Rollstuhl in einem Zentrum für betreutes Wohnen, fast taub und blind“, und ihre Besucher „beschränkt auf diejenigen, die auf einer genehmigten Liste stehen“. Der Staat Alabama untersuchte den Verdacht des Elder Abuse im Zusammenhang mit der Veröffentlichung des Buches, kam aber zum Schluss, dass die Behauptungen unbegründet waren.
New-York-Times-Kolumnist Joe Necara kritisierte, dass Verlag und Anwältin das Buch als eigenständigen Roman und „neu entdeckte Fortsetzung“ bewerben würden, obwohl sie genau wüssten, dass es sich um das 1957 verfasste Originalmanuskript handle. Er beschuldigte Tanja Carter, auf den Moment gewartet zu haben, an dem sie und nicht [Harpers Schwester] Alice für Harper Lees Angelegenheiten zuständig sein würde.
Eine Buchhandlung in Michigan bot nach der Veröffentlichung allen Kunden, die sich durch die Vermarktung des Buches getäuscht fühlten, volle Rückerstattungen an. In einer Erklärung bezeichnete sie die Vermarktung als „ausbeuterisch“, verurteilte die Veröffentlichung des Manuskriptes und verglich es mit James Joyce’ Stephen Hero.

## Ausgaben
- Go Set a Watchman. HarperCollins, New York 2015, ISBN 978-0-06-240985-0
  - Gehe hin, stelle einen Wächter. Aus dem Englischen von Klaus Timmermann und Ulrike Wasel. DVA, München 2015, ISBN 978-3-421-04719-9 (eine Woche lang im Jahr 2015 auf dem Platz 1 der Spiegel-Bestsellerliste)

## Rezensionen
- Peter Meisenberg: Harper Lee: Gehe hin, stelle einen Wächter (pdf), wdr3.de, 12. August 2015
- Walter Grünzweig: Gehe hin, stelle einen Wächter: Getötete Seelen, derstandard.at, 2. August 2015
- Hans Bouman: Intrigerende haaibaai, volkskrant.nl, 1. August 2015
- Tanya Lieske: Harper Lee. Das neue Gesicht des Atticus Finch, deutschlandfunk.de, 26. Juli 2015
- Sylvia Prahl: Harper Lee und Rassismus. Die weiße Weste ist schmuddelig, taz.de, 25. Juli 2015
- Maike Albath: Harper Lee: Gehe hin, stelle einen Wächter. Der Fall des Atticus Finch, tagesspiegel.de, 20. Juli 2015
- Annemarie Stoltenberg: Fragwürdige Rassismusdebatte aus den 50ern. Gehe hin, stelle einen Wächter von Harper Lee, aus dem Englischen von Ulrike Wasel (Memento vom 19. Juli 2015 im Internet Archive), ndr.de, 17. Juli 2015
- Fritz Göttler: Neuer Roman von Harper Lee. Demontage eines Nationalheiligen, sueddeutsche.de, 17. Juli 2015
- Angela Schader: Harper Lees Roman Gehe hin, stelle einen Wächter. Die Nachtigall ist aufgestört, nzz.ch, 17. Juli 2015
- Felicitas von Lovenberg: Harper Lees Debüt erscheint. Der zweite Hit der Spottdrossel, faz.net, 16. Juli 2015
- Sylvia Staude: Harper Lee. Als Scout fast den Verstand verlor, fr-online.de, 15. Juli 2015
- Ulrich Rüdenauer: Alabamas Jane Austen. Nach ihrem Weltbestseller Wer die Nachtigall stört vor 55 Jahren erscheint nun ein zweiter Roman der Schriftstellerin Harper Lee. Die Begleitumstände sind dubios, zeit.de, 15. Juli 2015
- Wieland Freund: Das rassistische Geheimnis eines Welt-Bestsellers, welt.de, 14. Juli 2015
- Hermann Weber: Juristen als Schriftsteller nichtdeutscher Sprache: Noch einmal (Nelle) Harper Lee. In: Neue Juristische Wochenschrift, Heft 11/2016, S. 765–769. (Zugleich Besprechung von Harper Lee: Gehe hin, stelle einen Wächter. Deutsche Verlagsanstalt, München 2015.)